# Houston Rockets 1990-1991
La stagione 1990-91 degli Houston Rockets fu la 24ª nella NBA per la franchigia.
Gli Houston Rockets arrivarono terzi nella Midwest Division della Western Conference con un record di 52-30. Nei play-off persero al primo turno con i Los Angeles Lakers (3-0).

## Roster
| N° | Naz.                   | Ruolo | Sportivo           | Anno | Alt. | Peso |
| -- | ---------------------- | ----- | ------------------ | ---- | ---- | ---- |
| 1  | Stati Uniti (bandiera) | A     | Buck Johnson       | 1964 | 201  | 86   |
| 5  | Stati Uniti (bandiera) | C     | Dave Feitl         | 1962 | 211  | 107  |
| 10 | Stati Uniti (bandiera) | A     | David Wood         | 1964 | 206  | 103  |
| 11 | Stati Uniti (bandiera) | G     | Vernon Maxwell     | 1965 | 193  | 82   |
| 13 | Stati Uniti (bandiera) | AC    | Larry Smith        | 1958 | 203  | 98   |
| 20 | Stati Uniti (bandiera) | GA    | Kennard Winchester | 1966 | 196  | 95   |
| 21 | Stati Uniti (bandiera) | G     | Sleepy Floyd       | 1960 | 191  | 77   |
| 30 | Stati Uniti (bandiera) | G     | Kenny Smith        | 1965 | 191  | 75   |
| 32 | Stati Uniti (bandiera) | GA    | Dave Jamerson      | 1967 | 196  | 86   |
| 33 | Stati Uniti (bandiera) | AC    | Otis Thorpe        | 1962 | 206  | 102  |
| 34 | Nigeria (bandiera)     | C     | Akeem Olajuwon     | 1963 | 213  | 116  |
| 42 | Stati Uniti (bandiera) | GA    | Mike Woodson       | 1958 | 196  | 88   |
| 44 | Stati Uniti (bandiera) | A     | Adrian Caldwell    | 1966 | 203  | 120  |
| 50 | Stati Uniti (bandiera) | A     | Matt Bullard       | 1967 | 208  | 98   |

## Staff tecnico
- Allenatore: Don Chaney
- Vice-allenatori: Carroll Dawson, John Killilea, Calvin Murphy, Rudy Tomjanovich